# Marcos Pérez Caicedo
Marcos Pérez Caicedo (Calamar, Bolívar, 20 de octubre de 1921-Miami, 4 de julio de 1997). Periodista y locutor colombiano. También fue narrador de béisbol y boxeo.

## Primeros años
En su juventud fue cantante serenatero. Alcanzó el estrellato en la radio colombiana en 1942 cuando ganó un concurso de locución en la empresa en la que laboraba en Cartagena de Indias, la Tropical Oil Company que luego sería la Esso.
Su prodigiosa voz lo llevó a ser el primer lector del “Reporter Esso, el primero con las noticias”, espacio noticioso de tres minutos cada hora que nació en la emisora Nueva Granada de Bogotá, experiencia que lo llevó a residenciarse en la capital por algún tiempo.
Había estudiado fonética, de ahí la excelente dicción de su lectura. Incluso, cuando locutaba hablaba con el tórax y no con la garganta. Según su hijo, el también locutor Marcos Pérez Quintero, “Jamás dejó de presentar una emisión de su radioperiódico o de llevar a cabo una transmisión deportiva porque padeciera de afonía o disfonía”.

## Consolidación
De regreso a la Costa se radicó en Barranquilla y en 1962 se convirtió en el lector del Diario Hablado en La Voz de la Patria, emisora símbolo de Barranquilla fundada por Clemente Vasallo. Pasaría luego a Radio Libertad, hasta cuando fundó su propio espacio informativo, el radioperiódico Informando, cuyo jefe de redacción fue su amigo Aníbal Consuegra Escorcia. Informando se difundió por varias emisoras barranquilleras; fue su director hasta 1994, cuando terminó leyéndolo su hijo Marcos Pérez Quintero. 
Alternaba la actividad periodística con las transmisiones de béisbol y boxeo, especialmente del primero. Sus narraciones gustaban a todo el mundo y llegaron a ser una “manta”.
Desde su tribuna radial en Barranquilla fue el más oído. Ingenioso y certero al momento de ponerle apodos a los jugadores: "la Yuya" Rodríguez, "El hijo de la vieja Julia", "Jonrón Gardner". Creó muchos refranes que el común de la gente los tomó como propios y gozó de tal credibilidad en lo que decía, que sus oyentes pregonaban, para referirse a la exactitud de un hecho que no habían visto, que “lo dijo Marcos Pérez”.

## Compromiso social
Desde su micrófono fustigó a la clase política y se inventó un personaje al que llamó “El ñato”, que en la mañana, al mediodía y en la noche tomaba vida con su voz impostada. Gracias a las críticas de “El ñato”, logró que el famoso acuerdo 013 se hiciera efectivo en parte y se taparan los huecos de las calles de Barranquilla.
Llevó a cabo campañas sociales y dotó a la capital del Atlántico, hace 25 años, de 14 radiopatrullas y una ambulancia. Después se sintió frustrado y no volvió a adelantar ese tipo de gestiones.
Cuando la campaña presidencial de Evaristo Sourdis entre 1969 y 1970, Pérez Caicedo se constituyó en el principal vocero de aquella aspiración costeña. Era conservador, como el candidato, e hizo popular la frase “Ahora o nunca, Evaristo Presidente".

## En la cultura popular
Entre los refranes que institucionalizó para opinar sobre la cotidianidad barranquillera –varios de los cuales aún se escuchan- figuran “Ah, ñoñi”, “A esto se lo llevó Pindanga”, “Hombe, no me haga reír que tengo el labio cuarteado”, “La noche está tigrera y el camino es culebrero” y “Está en su yeré”, al cual Lucho Bermúdez le hizo una canción. En sus transmisiones de béisbol impuso frases como “Entre la rubia y la morena”, cuando un bateador estaba en 3 bolas y 2 strikes. “Atravesando el Niágara en bicicleta y la bicicleta espichándose” o “El rancho está que arde”, cuando un lanzador estaba en problemas y “El bote lleno” para referirse a las bases llenas.
No era amigo del fútbol, deporte que casi despectivamente describía como “una cosa ahí en la que 22 hombres salen en calzoncillo a perseguir un balón”.

## Fallecimiento
Pérez Caicedo se encontraba hacía varias semanas en Miami, y esperaba permanecer allí hasta agosto. Para el viernes 5 de julio de 1997 un grupo de amigos le iba a ofrecer una fiesta en su honor. No pudo asistir pues el jueves, a las 5 de la mañana, sufrió un leve infarto, tras lo cual fue internado en el Columbia Kendall Hospital Center de Miami. Inicialmente, el pronóstico era alentador, pero a las 11 le sobrevino una trombosis y a las 6 de la tarde expiró.